# Oto-onycho-peroneales Syndrom
Das Oto-onycho-peroneale Syndrom ist eine sehr seltene angeborene Erkrankung mit den Hauptmerkmalen Fehlbildungen der Ohren (oto), Nagelhypoplasie (onycho) und Hypoplasie oder Aplasie des Wadenbeines (peroneal) sowie Veränderungen der Schulter.
Die Erstbeschreibung stammt aus dem Jahre 1975 durch S. Leiba und Mitarbeiter, der Begriff wurde 1982 durch den deutschen Humangenetiker Robert Artur Pfeiffer geprägt.

## Verbreitung
Die Häufigkeit wird mit unter 1 zu 1.000.000 angegeben, die Vererbung erfolgt vermutlich autosomal-rezessiv.
Die Ursache ist bislang nicht bekannt.

## Klinische Erscheinungen
Klinische Kriterien sind:
- Fehlbildungen der Ohren
- Nagelhypoplasie an Fingern oder Zehen
- Hypo- oder Aplasie des Wadenbeines
- Fehlbildungen der Schulter